# Safed
Safed (hebreo: צְפַת, Tzfat y en árabe: صفد, Ṣafad) es una ciudad localizada en el Distrito Norte de Israel. 

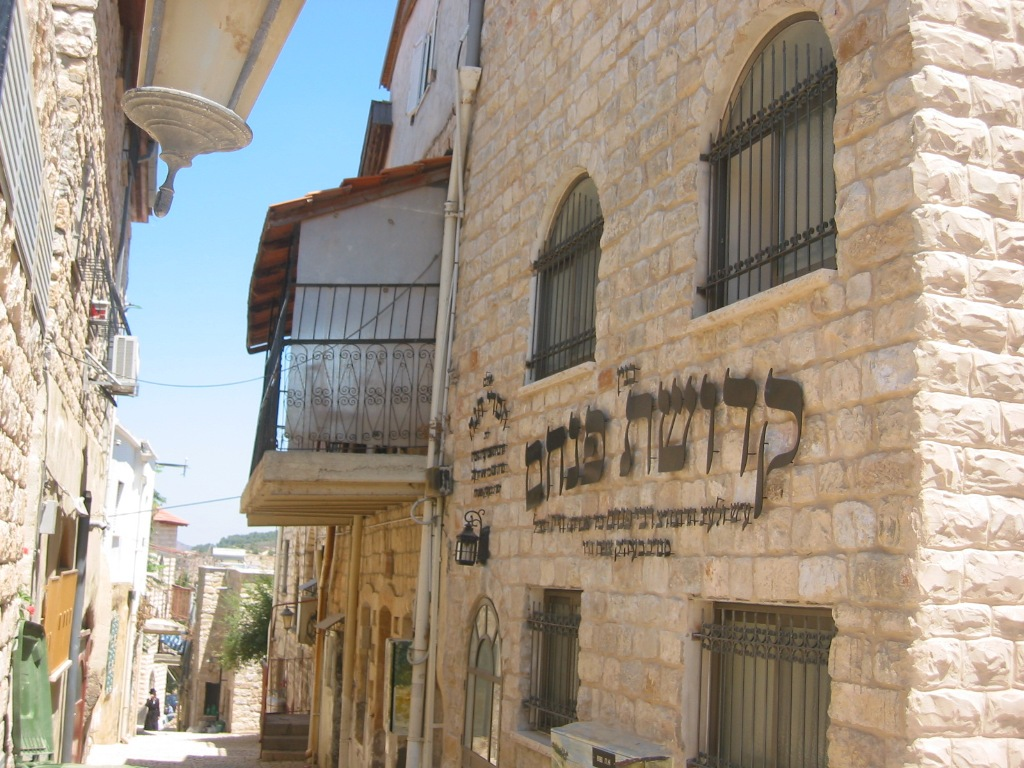
Calle en la Ciudad Vieja

Según la Oficina Central de Estadísticas de Israel (CBS), hacia fines de 2019, la ciudad tenía una población aproximada de 38 000 habitantes, muchos de ellos descendientes de judíos sefardíes. Está situada sobre una peña que se eleva a novecientos metros sobre la depresión del mar de Galilea. Safed es reconocida como ciudad santa judía junto con Jerusalén, Tiberíades y Hebrón. Es un centro fundamental para la cábala, llamada ciencia de la vida del misticismo judío, porque en ella se estableció la famosa Escuela de Safed, donde enseñó entre otros Moisés Cordovero. En la Edad Media, y con la llegada del rabino Isaac Luria, la ciudad se transformaba en un exitoso centro cabalista. Fue durante el Medioevo un gran bastión de judíos, mientras la región estaba bajo dominio otomano. 
La ciudad es también famosa por ser una zona saludable y centro de festividades, con veranos agradables e inviernos rígidos por causa de su altitud y alta precipitación. 

## Historia
En 1102 los cruzados construyeron en la zona un castillo, sería ocupado por el Sultanato mameluco de Egipto el 23 de julio de 1266, masacrando a los templarios que lo custodiaban.
La población judía, como Jacob Berab o Joseph Caro, comenzó a establecerse después de las expulsiones de España y Portugal a partir del siglo XVI. Sufriendo persecución en los siguientes años:
- 1517 por los soldados mamelucos en retirada, al acusarlos de favorecer la conquista otomana.[3]
- Entre el 15 de junio y el 17 de julio de 1834, durante la sublevación árabe contra el gobierno de Ibrahim Bajá.[4]
- Entre el 5 y el 7 de julio de 1838 en el levantamiento druso, contra las medidas de conscripción de Mehmet Alí.
- Masacre de Safed en agosto de 1929 durante el Motin palestino, en el Mandato británico.[5]

### SigloXX
Antes de 1948, menos de 2000 de los 12 000 habitantes de Safed eran judíos. Durante la guerra árabe-israelí de 1948, la población árabe entera huyó hacia Cisjordania y los países limítrofes y así Safed se convirtió en una ciudad totalmente judía. Se calcula que cerca de 10 000 árabes abandonaron voluntariamente la ciudad de Safed en 1948,[cita requerida] con la promesa egipcia y jordana de volver cuando los países árabes de la región derrotaran y expulsaran a los judíos. Esta promesa nunca pudo ser cumplida, ya que Egipto y el Reino de Transjordania fueron derrotados en la guerra árabe-israelí de 1948. Entre las familias huidas de Safed se encuentra la del presidente de la Autoridad Palestina Mahmud Abás.
La ciudad padeció durante la segunda guerra del Líbano una serie de ataques con cohetes Katiusha, que se saldaron con varios ciudadanos israelíes muertos y heridos. Estos cohetes provenían del Líbano y fueron lanzados por la organización Hezbolá.

## Establecimientos

### Sinagogas principales

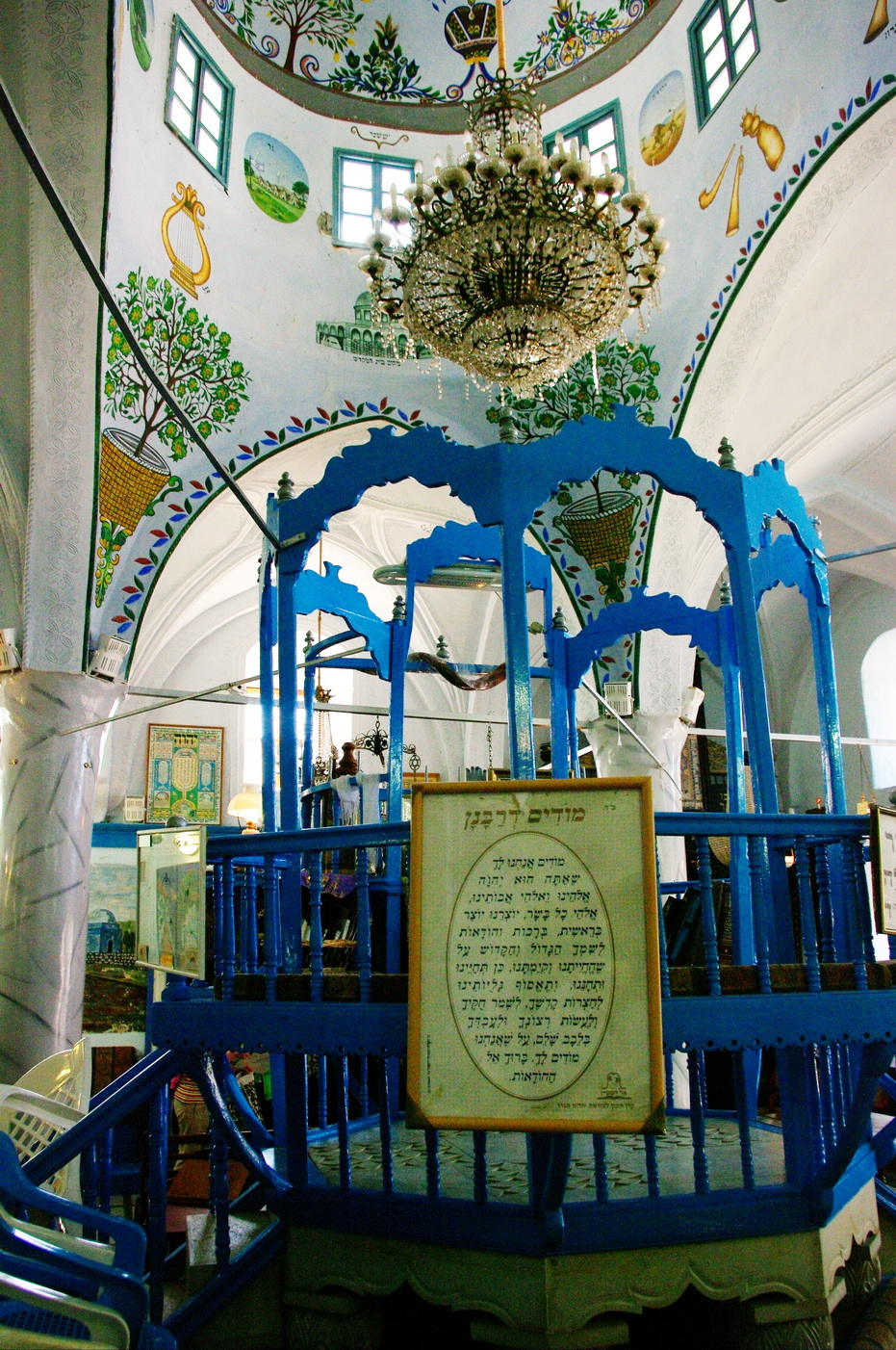
Sinagoga Abuhav

- Sinagoga Asquenazí Ari: Fue construida en el siglo XVI en el extremo septentrional del barrio sefardí en la Ciudad Vieja, fundada por exiliados españoles que se habían instalado en Grecia y luego emigraron a Safed. Fue destruida en el terremoto de 1837, y su reconstrucción se completó en 1857.[11]
- Sinagoga Joseph Caro: Lleva el nombre del rabino Joseph Caro, erudito y cabalista, autor del Shulchan Aruch (la codificación de las leyes judías). Fue construida en el siglo XVI utilizando mármol y piedra tallada. El edificio fue destruido en el terremoto de 1759, pero posteriormente fue reconstruido en un estilo más modesto.[12]
- Sinagoga Abuhav: Fue construida en el siglo XVI y su muralla meridional contiene tres arcos. Las obras de la artista israelí Ziona Tagger adornan sus paredes.[13]

### Museos
- Casa Beit Hameiri: Museo histórico que documenta la vida judía en Safed en los últimos doscientos años. Cada piso del edificio representa una actividad diferente de la vida de la comunidad judía local.[14]
- Museo Conmemorativo de la Judería Húngara: El museo principal de Israel en temática de la historia de los judíos en Hungría.[15]
- Galería Beit Castel: Exhibe obras de la Edad de Oro del arte en Safed (pintores como Isaac Frenkel Frenel y Moshe Castel, entre otros).[16]
- Museo Frenkel Frenel: Exhibe obras de arte del pintor Frenkel Frenel, un importante artista israelí.[17]

## Ciudades hermanadas
- Toledo, España (1981).[cita requerida]